# Ӽ
La Kha con gancho (Ӽ ӽ; cursiva: Ӽ ӽ) es una letra del alfabeto cirílico. En Unicode, esta letra se llama “Ha con gancho”. Su forma se deriva de la letra kha (Х х Х х) añadiendo un gancho a la pierna derecha.
Se utiliza en los alfabetos del itelmen y nivkh, donde representa la fricativa uvular sorda /χ/. Kha con gancho también se utiliza en el idioma aleutiano (dialecto de Bering). Es la trigésimo novena letra del alfabeto aleutiano moderno.
La letra kha con descendiente (Ҳ ҳ Ҳ ҳ) a veces se usa para este sonido en lugar de debido a un mejor soporte de fuentes.

## Códigos informáticos
| Carácter      | Ӽ                                       | Ӽ                                       | ӽ                                       | ӽ                                       |
| ------------- | --------------------------------------- | --------------------------------------- | --------------------------------------- | --------------------------------------- |
| Unicode       | LETRA MAYÚSCULA CIRÍLICA KHA CON GANCHO | LETRA MAYÚSCULA CIRÍLICA KHA CON GANCHO | LETRA MINÚSCULA CIRÍLICA KHA CON GANCHO | LETRA MINÚSCULA CIRÍLICA KHA CON GANCHO |
| Codificación  | decimal                                 | hex                                     | decimal                                 | hex                                     |
| Unicode       | 1276                                    | U+04FC                                  | 1277                                    | U+04FD                                  |
| UTF-8         | 211 188                                 | D3 BC                                   | 211 189                                 | D3 BD                                   |
| Ref. numérica | &#1276;                                 | &#x4FC;                                 | &#1277;                                 | &#x4FD;                                 |